# John Hunt (baron Hunt de Tanworth)
John Joseph Benedict Hunt, baron Hunt de Tanworth, (23 octobre 1919 - 17 juillet 2008) est un haut fonctionnaire britannique.

## Biographie
Né à Minehead, Somerset, du major AL Hunt et de son épouse Daphne Ashton Case, il fait ses études à la Downside School et au Magdalene College de Cambridge avant de rejoindre la fonction publique en 1946.
Hunt est secrétaire du Cabinet de 1973 à 1979, étant le premier catholique à occuper ce poste depuis sa création en 1916.
Il épouse en premières noces en 194 Magdalen Robinson (décédée en 1971) et, par sa seconde épouse Madeleine Charles (née Hume), est un beau-frère de Basil Hume, cardinal archevêque de Westminster.
Hunt est nommé Compagnon de l'Ordre du Bain (CB) lors des honneurs d'anniversaire de 1968, promu Chevalier Commandeur de l'Ordre du Bain (KCB) lors des honneurs d'anniversaire de 1973 et est promu Chevalier Grand-Croix de l'Ordre du Bain (GCB) lors des honneurs d'anniversaire de 1977.
Hunt est créé pair à vie avec le titre de baron Hunt de Tanworth, de Stratford-upon-Avon dans le comté de Warwickshire le 8 février 1980,
Lord Hunt est également nommé Officier de la Légion d'honneur par le président François Mitterrand et Chevalier Commandeur de l'Ordre de Pie IX par le pape Jean-Paul II,.
Hunt est l'un des secrétaires de cabinet les plus puissants et est considéré par de nombreuses personnalités politiques (en particulier dans le deuxième ministère Wilson) comme un « impérialiste ». Sa maîtrise hors du commun des procédures et sa capacité à diriger les réunions vers la conclusion souhaitée ont fait de lui une source d'inspiration considérable pour le personnage de Humphrey Appleby dans la série télévisée Yes Minister.